# Pjotr Ionowitsch Jakir
Pjotr Ionowitsch Jakir (russisch Пётр Ионович Якир; * 20. Januar 1923 in Kiew; † 14. November 1982 in Moskau) war ein sowjetischer Dissident und Historiker. Als Sohn des sowjetischen Generals Iona Emmanuilowitsch Jakir wurde er nach der Verhaftung und Hinrichtung seines Vaters 1937 in verschiedene Erziehungs- und Straflager eingewiesen. Seine Mutter Sarra Lasarewna Jakir war von ihm getrennt ebenfalls in Straflagern des sowjetischen Gulagsystems inhaftiert. Seine eigenen Erlebnisse hat er später in einem Buch unter dem Titel Kindheit in Gefangenschaft niedergeschrieben.

## Leben
Nach wiederholten Verhaftungen und Rehabilitierung konnte er 1955 nach Moskau ziehen. Dort arbeitete Jakir als wissenschaftlicher Mitarbeiter im Institut für Geschichte der Akademie der Wissenschaften der UdSSR. 1972 wurde er erneut verhaftet, lebte in der Verbannung und wurde 1974 begnadigt.

## Werke
- Kindheit in Gefangenschaft. Übersetzung aus dem Russischen Heddy Pross-Weerth. Suhrkamp, Frankfurt am Main 1974, ISBN 3-518-06652-8 (= Suhrkamp Taschenbuch, 152).